# 张文彬 (1937年)
张文彬（1937年7月—2019年2月20日），男，山西浑源人，原文化部党组成员，国家文物局原局长、党组书记。

## 生平
1950年1月参加工作，1953年6月加入中国共产党。1996年4月任国家文物局局长。1997年2月任文化部党组成员。第九届、十届全国政协委员。